# Изогамия

Различные формы изогамии: A) изогамия подвижных гамет, B) изогамия неподвижных гамет, C) конъюгация

Изога́мия (гомогамия) (от др.-греч. ἴσος — «равный», «одинаковый» и др.-греч. γάμος — «брак») — примитивная форма полового процесса, при котором сливаются две одинаковые морфологически и по величине гаметы. Характерна для равножгутиковых зелёных водорослей и хитридиевых грибов, а также для некоторых грегарин (подотряд Acephalina).
При изогамии гаметы не разделяются на мужские и женские, но обладают разным типом спаривания. При оплодотворении две гаметы различного типа спаривания сливаются, образуя зиготу.
В отличие от изогамии, при анизогамии мужские и женские половые клетки различаются по размеру и структуре.